# Scotland Yard
New Scotland Yard (často označovaný jen jako Scotland Yard či The Yard) je jméno velitelství Metropolitní policie, která působí na území Velkého Londýna (s výjimkou London City samotného). Nachází se ve dvacetiposchoďovém úřednickém bloku podél Brodwaye a Victoria Street ve Westminsteru, asi 450 metrů od Westminsterského paláce. Scotland Yard byl založen 29. září 1842 v ulici Whitehall, v roce 1890 byl přesunut na Victoria Embankment a začal se nazývat Nový (dnes v této budově sídlí ministerstvo obrany). Třetí stěhování přišlo v roce 1967. Zatím poslední, čtvrté stěhování proběhlo v roce 2016. Vedlo zpět na Victoria Embankment, vedle původní budovy.